# بولد، لوکزامبورگ
بولد (به لوکزامبورگی: Bauschelt) یک شهرداری در استان ویلتز کشور لوکزامبورگ است که ۳۱٫۱۳ کیلومترمربع مساحت دارد و جمعیت آن در سال ۲۰۰۹ میلادی ۹۱۲ نفر بوده‌است.